# El Galliner
|  | Per a altres significats, vegeu «Galliner (desambiguació)». |

El Galliner és una masia de Sant Vicenç de Torelló (Osona) inclosa a l'Inventari del Patrimoni Arquitectònic de Catalunya.

## Descripció
Masia formada per un cos central de dos pisos al qual se li van adossar un cos de planta rectangular, més baix, cobert a una sola vessant i un porxo (1640). Destaquem les obertures de la façana principal: dues galeries, una a cada pis, amb una finestra d'arc carpanell; i tres finestres, dues al primer pis, i una altra a la planta baixa, amb la llinda decorada amb una roseta i replanell. El parament és d'aparell de pedra i còdols a la base i tàpia a la teulada amb carreus ben escairats a les cantonades i a les obertures.

## Història
Aquesta masia està situada al sector de la vella sagrera, molt a prop de l'església de Sant Vicenç. Pel seu sistema constructiu, tipologia i situació podem datar-la al segle xvii, quan un grup de masies al voltant de l'església iniciaren el que és el poble actual, que creixé considerablement durant els segles xvii i xviii. Actualment la casa forma part del nucli urbà traçat entorn de l'església i no està habitada.